# Patrick Jacquemet
Patrick Jacquemet (Lione, 10 novembre 1965) è un allenatore di calcio ed ex calciatore tahitiano, di ruolo portiere.

## Carriera

### Giocatore

#### Nazionale
Ha debuttato in Nazionale il 25 novembre 1998, in Nuova Zelanda-Tahiti (1-0). Ha collezionato in totale, con la maglia della Nazionale, due presenze e due reti subite.

### Allenatore
Ha cominciato la propria carriera da allenatore nel 1999, alla guida del Vénus. Nel 2001 è stato nominato commissario tecnico della Nazionale tahitiana. Ha guidato la Nazionale tahitiana nella Coppa d'Oceania 2002. Ha terminato l'esperienza da commissario tecnico nel 2003.